# 爱尔啤酒

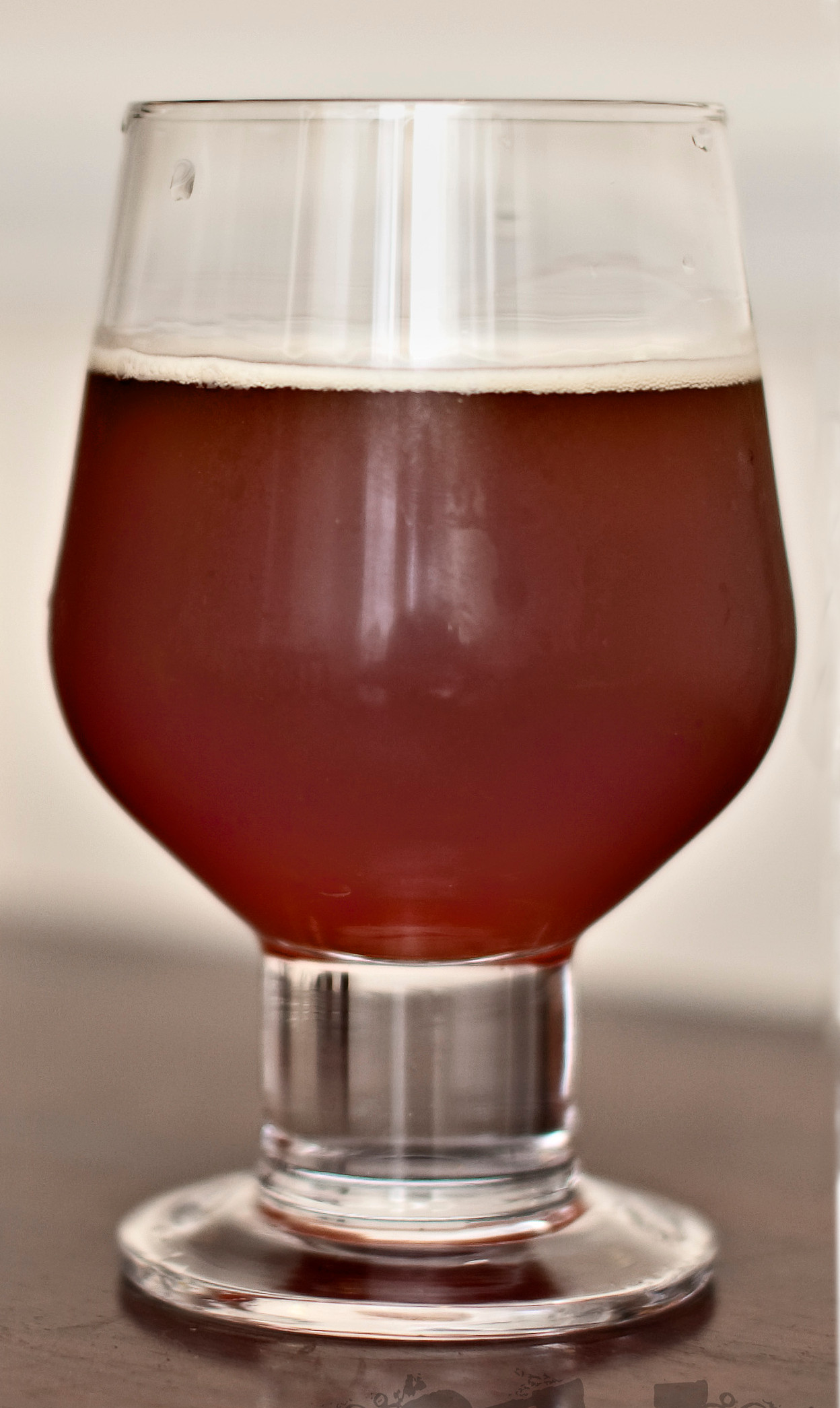
一杯愛爾啤酒

艾爾（英語：Ale），是一種啤酒的類型，又譯為麥酒。因發酵溫度較高、果香比較明顯、酒體更濃郁而聞名。在歷史上，艾爾則更常用指為不添加啤酒花釀造的啤酒。

## 艾尔酒的历史
人类最早的啤酒可能就是艾尔。啤酒最早出现在约前6000年。7世纪在欧洲修道院中开始呈规模地酿制。在英国等国家艾尔酒成为了人们不可少的营养来源，甚至出现在五月花号船上。昔日的艾尔酒並不加入啤酒花。后来渐渐地人们发现，在发酵过程中加入啤酒花之后，不但可以延长保存期，还可以增加啤酒的苦味和香味。

## 艾尔酒的种类
根据高岩著《喝自己酿的啤酒》一书中，常见艾尔啤酒有：

### 淡色艾尔
淡色艾尔（Pale Ale），或称哌艾，使用淡色麦芽为主要原料，但实际颜色的跨度很大，可以从淡色到黑色，通常具有很浓厚的啤酒花香以及中度到低度的麦芽汁浓度。淡色艾尔可以细分为：苦啤酒（Bitter）、塞松（Saison）、印度淡色艾尔（Indian Pale Ale）等。

### 棕色艾尔
棕色艾尔（Brown Ale），或称棕艾，颜色可从古铜色覆盖至深棕色，常见于英格兰，可分为北英格兰和南英格兰两种，也可分为果仁棕艾和蜂蜜棕艾两种。

### 波特
波特啤酒（Porter）是一种深色的艾尔，颜色覆盖深棕至黑色，出现在18世纪的英国，因受搬运工喜爱而得名。波特由三种不同艾尔混合而成，使用烘烤过的麦芽。

### 司陶特
司陶特啤酒（Stout），是由波特Porter演變而来的深色艾爾，酒体颜色来自于烘焙后的焦黑大麦芽。

### 小麦酵母啤酒
小麦酵母啤酒（Hefeweizen或Weissbier）源于德国南部，在大麦芽基础上添加小麦芽，饮用前不过滤或部分过滤，气泡量高且酵母味浓，有一定酸味。

## 艾尔酒的特点[2]

### 发酵温度
艾尔啤酒的发酵温度一般为16-24度。由于发酵时酵母主要活动区域为麦汁的顶部，酵母在麦汁上层形成骨大的泡沫层，所以也就是桶上发酵的啤酒。

### 香型特点
与桶底发酵的拉格啤酒相比，艾尔酵母具有很浓烈的水果香（发酵产生的酯）。其水果香可以体现出香蕉味，桔子味，苹果味等多种风格。